# Newport (City, Vermont)
Newport City ist eine City im Orleans County des Bundesstaates Vermont in den Vereinigten Staaten mit 4455 Einwohnern (laut Volkszählung von 2020). Newport City ist das Verwaltungszentrum (Shire Town) des Countys.

## Geografie

### Geografische Lage
Newport liegt im nördlichen Zentralvermont nahe der kanadischen Grenze in den nördlichen Ausläufern der Appalachen an den Ufern des Lake Memphremagog. Newport ist ein überwiegend ländlich geprägtes Gebiet, das bis in die 1980er Jahre in erster Linie als lokales Zentrum der Holzfällerindustrie Bedeutung hatte. Newport ist die Hauptstadt (County Seat) von Orleans County.

### Nachbargemeinden
Alle Entfernungen sind als Luftlinien zwischen den offiziellen Koordinaten der Orte aus der Volkszählung 2010 angegeben.
- Norden: Kanadische Grenze, 7,0 km
- Nordosten: Derby, 6,5 km
- Osten: Averil, 42,5 km
- Südosten: Charleston, 18,5 km
- Süden: Orleans, 15,0 km
- Südwesten: Coventry, 10,5 km
- Westen: Town of Newport, 8,0 km
- Nordwesten: Mansonville, Québec, Kanada, 19,5 km

### Klima
Die mittlere Durchschnittstemperatur in Newport liegt zwischen −11,7 °C (11 °Fahrenheit) im Januar und 18,3 °C (65 °Fahrenheit) im Juli. Damit ist der Ort gegenüber dem langjährigen Mittel der USA um etwa 9 Grad kühler. Die Schneefälle zwischen Mitte Oktober und Mitte Mai liegen mit mehr als zwei Metern etwa doppelt so hoch wie die mittlere Schneehöhe in den USA. Die tägliche Sonnenscheindauer liegt am unteren Rand des Wertespektrums der USA, zwischen September und Mitte Dezember sogar deutlich darunter.

## Geschichte

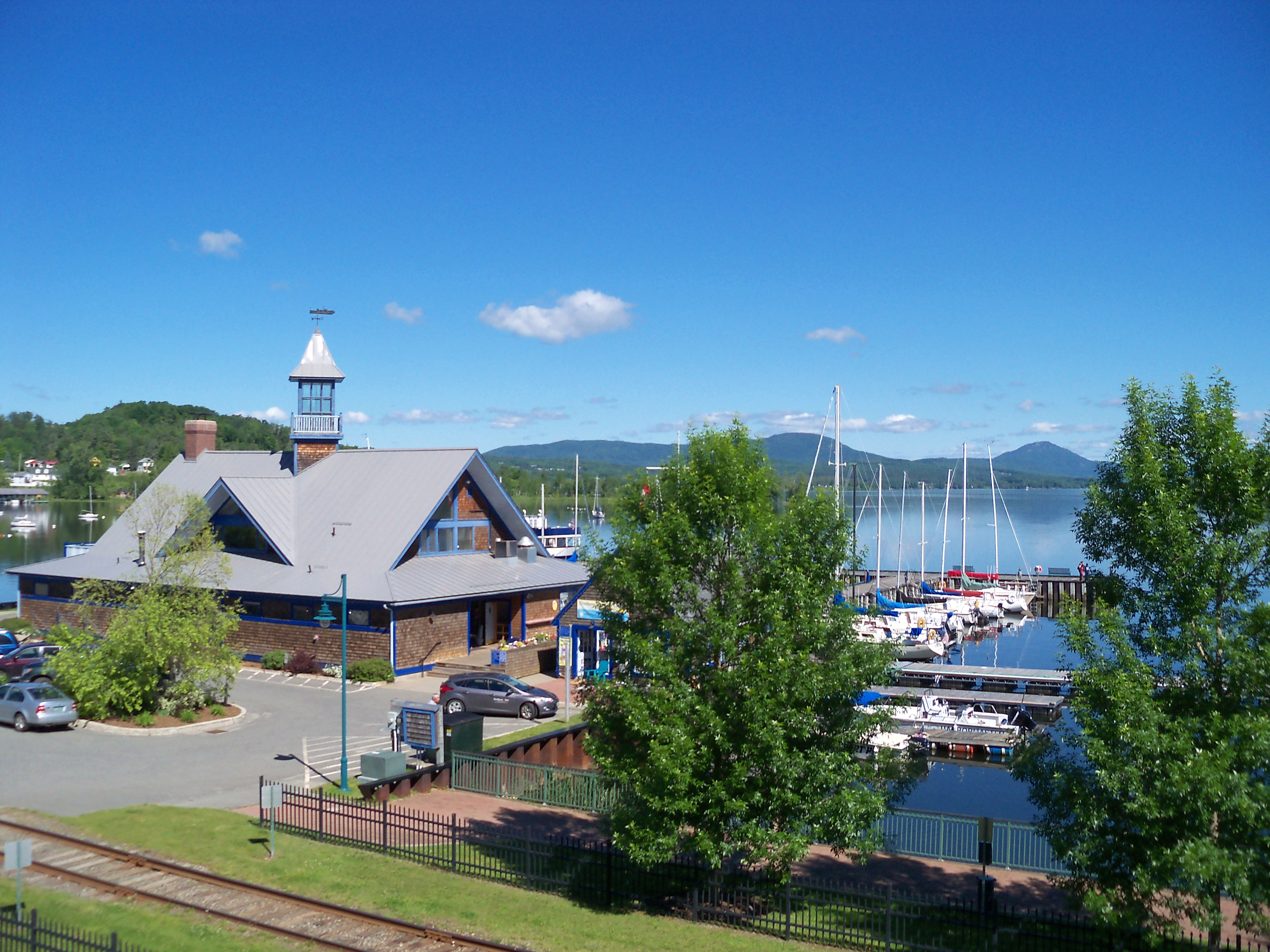
Newport

Die heutige City war als Hauptsiedlungskern der Town Newport um 1800 gegründet worden und ursprünglich unter dem Namen Pickeral Point bekannt. 1816 wurden Teile der später vollständig aufgelösten Town Salem dem heutigen Stadtgebiet zugeschlagen. Zu diesem Zeitpunkt war der Name der Siedlung bereits in Lake Bridge geändert worden.  Mit dem Bau der Eisenbahn, die den Ort ab dem Jahr 1863 mit White River Junction verband, entwickelte sich Newport zum Wirtschaftszentrum der Umgebung. Ein Hotel entstand ebenso wie ein Leihstall; ab 1867 wurde auf dem Lake Memphremagog der Fährverkehr mit dem Raddampfer Lady of the Lake aufgenommen, der heute das Siegel der City ziert. 1868 wurde die Siedlung zum Village of Newport umbenannt, wurde 1886 zum Verwaltungssitz des County erhoben und übernahm nach dem Bau eines Gerichtsgebäudes anstelle des benachbarten Irasburg auch den Gerichtshof des County. Am 5. März 1918 wurde Newport schließlich zur eigenständigen City erhoben, in die zuvor auch kleine Teile der angrenzenden Town Derby eingegliedert worden waren.
Seit den 1950er Jahren verlor der Hauptwirtschaftszweig des Ortes, die Holzfällerei, zunehmend an Bedeutung; seit den 1980er Jahren ist sie in der Umgebung nahezu völlig zum Erliegen gekommen. 1967 stellte die Bahn den Personenverkehr ein; der Güterverkehr wird allerdings bis heute aufrechterhalten. Mehrere große Arbeitgeber schlossen in den Wirtschaftskrisen der 1990er und 2000er Jahre. Die Einwohner Newports wechseln in andere, wirtschaftlich besser dastehende Gebiete. Newport gehört zu den Orten in Vermont, in denen die Bevölkerungszahl langfristig sinkt; gegenüber der Volkszählung von 2000 verlor Newport etwa 10 % seiner Bewohner.
Wichtigster Arbeitgeber der Stadt ist das North Country Hospital, das das medizinische Zentrum für einen weiten Umkreis darstellt.

### Religionen
In Newport City finden sich Gemeinden der Assemblies of God, der Kirche des Nazareners, der Episkopalen, der Katholiken, der United Church of Christ und der Methodisten.

### Einwohnerentwicklung
| Volkszählungsergebnisse – City of Newport, Vermont | Volkszählungsergebnisse – City of Newport, Vermont | Volkszählungsergebnisse – City of Newport, Vermont | Volkszählungsergebnisse – City of Newport, Vermont | Volkszählungsergebnisse – City of Newport, Vermont | Volkszählungsergebnisse – City of Newport, Vermont | Volkszählungsergebnisse – City of Newport, Vermont | Volkszählungsergebnisse – City of Newport, Vermont | Volkszählungsergebnisse – City of Newport, Vermont | Volkszählungsergebnisse – City of Newport, Vermont | Volkszählungsergebnisse – City of Newport, Vermont |
| Jahr                                               | 1800                                               | 1810                                               | 1820                                               | 1830                                               | 1840                                               | 1850                                               | 1860                                               | 1870                                               | 1880                                               | 1890                                               |
| -------------------------------------------------- | -------------------------------------------------- | -------------------------------------------------- | -------------------------------------------------- | -------------------------------------------------- | -------------------------------------------------- | -------------------------------------------------- | -------------------------------------------------- | -------------------------------------------------- | -------------------------------------------------- | -------------------------------------------------- |
| Einwohner                                          |                                                    |                                                    |                                                    |                                                    |                                                    |                                                    |                                                    |                                                    | 920                                                | 1730                                               |
| Jahr                                               | 1900                                               | 1910                                               | 1920                                               | 1930                                               | 1940                                               | 1950                                               | 1960                                               | 1970                                               | 1980                                               | 1990                                               |
| Einwohner                                          | 2787                                               | 3657                                               | 4976                                               | 5094                                               | 4902                                               | 5217                                               | 5019                                               | 4664                                               | 4756                                               | 4434                                               |
| Jahr                                               | 2000                                               | 2010                                               | 2020                                               | 2030                                               | 2040                                               | 2050                                               | 2060                                               | 2070                                               | 2080                                               | 2090                                               |
| Einwohner                                          | 5005                                               | 4589                                               | 4455                                               |                                                    |                                                    |                                                    |                                                    |                                                    |                                                    |                                                    |

## Wirtschaft und Infrastruktur

### Verkehr
Newport ist über die U.S. Route 5 sowie einige Landstraßen, die Vermont Routes 14, 100, 105 und 191, an das amerikanische Straßennetz angebunden. Ein Flughafen, der Newport State Airport, liegt im Südosten der City.

### Öffentliche Einrichtungen
Das Krankenhaus für Newport und die komplette Region ist das North Country Hospital & Health Care in Newport City. Es ist zugleich größter Arbeitgeber in Newport.

### Bildung
Newport City gehört zur North Country Supervisory Union. Die Newport City Elementary School bietet Klassen von Pre-Kindergarten bis zur sechsten Schulklasse.

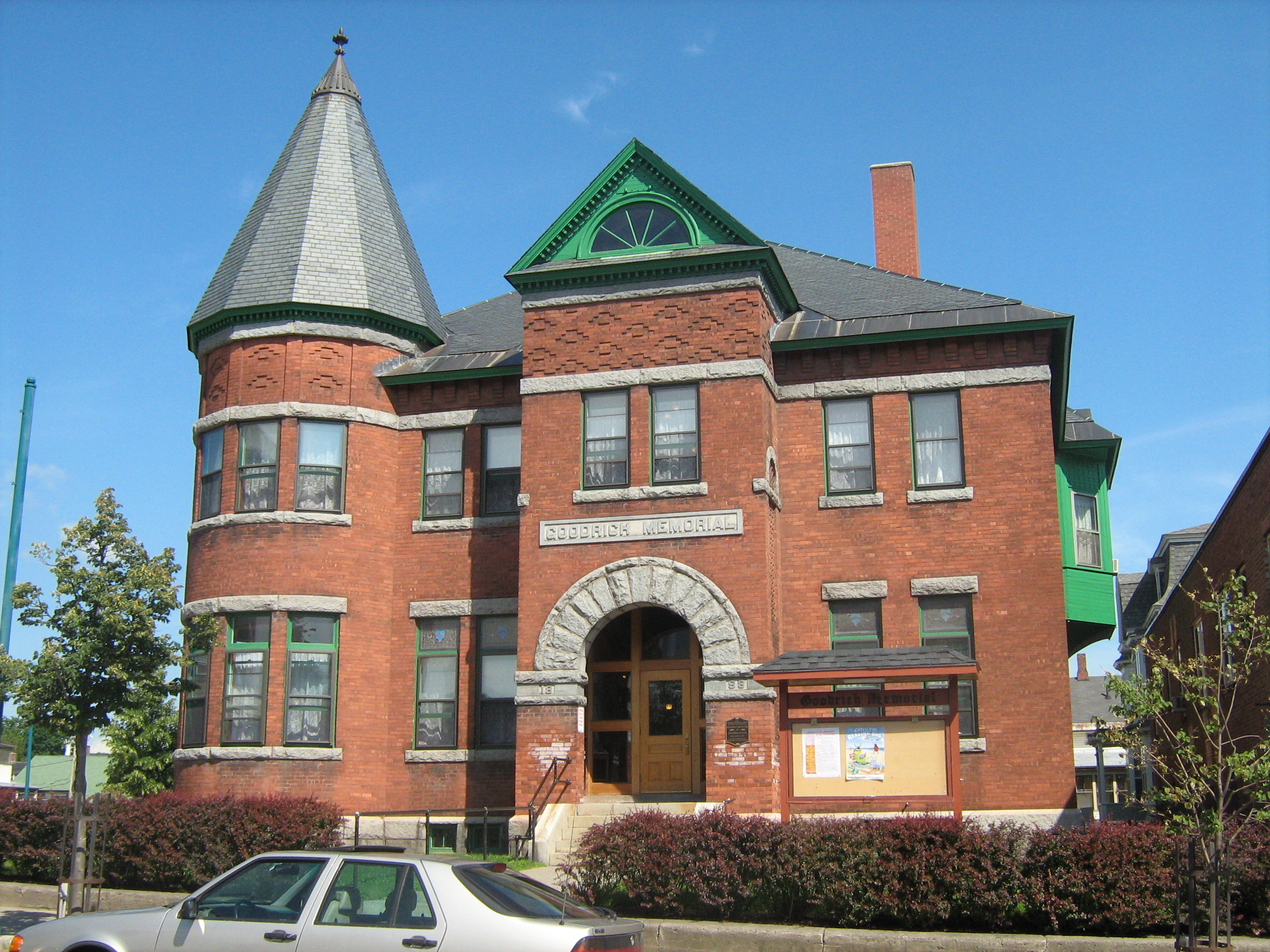
Goodrich Memorial Library

Die Goodrich Memorial Library wurde im Jahr 1899 gegründet; sie geht auf die großzügigen Spenden von Converse und Almira Goodrich zurück. 1983 wurde das Gebäude ins National Register of Historic Places aufgenommen. Dank einer umfangreichen Spende im Jahr 2003 wurde die Bibliothek restauriert.

## Persönlichkeiten

### Söhne und Töchter der Stadt
- George H. Prouty (1862–1918), Politiker und Gouverneur von Vermont
- Charles Adams (1876–1947), Unternehmer
- Lane Dwinell (1906–1997), Politiker und Gouverneur von New Hampshire
- Winston L. Prouty (1906–1971), Politiker und Kongress-Abgeordneter

### Persönlichkeiten, die vor Ort gewirkt haben
- David M. Camp (1788–1871), Politiker und Anwalt, der Vizegouverneur von Vermont war